# Vladimiro Caminiti
(Darwin Pastorin, 2004)
Vladimiro Caminiti (Palermo, 31 maggio 1932 – Torino, 5 settembre 1993) è stato un giornalista, scrittore e poeta italiano.

## Biografia
Cominciò la sua carriera di giornalista a diciott'anni nella redazione de L'Ora di Palermo; ad assumerlo era stato l'allora capo servizio sportivo Mauro De Mauro, che venne poi ucciso dalla mafia. Caminiti passò quindi alla redazione siciliana de Il Popolo, dove rimase fino a quando, dopo aver vinto un premio dell'Unione stampa sportiva italiana, venne chiamato nel 1964 a Torino dal direttore di Tuttosport Antonio Ghirelli.
Il direttore Ghirelli aveva apprezzato in lui soprattutto lo stile, tanto da commissionargli una storia della società calcistica palermitana che fu pubblicata a puntate su Il Calcio e il Ciclismo Illustrato. Nella redazione del quotidiano torinese fondato da Renato Casalbore ha lavorato fino alla morte, divenendone una delle firme più prestigiose e facendo servizi in tutto il mondo. Oltre che con Tuttosport Caminiti collaborava con Hurrà Juventus, mensile del club bianconero, e col Guerin Sportivo.
È sepolto nel Cimitero monumentale di Torino.
Nel 2014, a cura del giornalista Roberto Beccantini e da un'idea di Riccardo Gambelli, viene pubblicata la biografia C'era una volta Camin. Lo stile e il genio di Vladimiro Caminiti.
Nel 2023 la Titani Editori pubblica Ciao Vladimiro, una biografia di 161 pagine sul giornalista e scrittore, narrata in stile romanzesco dal fratello Benvenuto Caminiti.

## Opere
- Olimpiadi senza mito.
- Divi in poltrona, Tecnica e sentimento, Bologna, Cappelli, 1966.
- Il maestro di violoncello, Firenze, il Fauno 1973.
- Juventus 70.
- Il romanzo del calcio italiano, Bologna, Cappelli, 1980.
- Il Barone e il bambino, Città di Castello, Cerboni Editore, 1989.
- Le parole sono ali, Torino, Piazza, 1994.